# マーク・ピーターセン
マーク・フレデリック・ピーターセン（英語: Mark Frederic Petersen, 1946年5月 - ）は、アメリカ合衆国ウィスコンシン州出身の英語教育者・文学者・評論家。明治大学政治経済学部名誉教授、金沢星稜大学人文学部教授。コロラド大学で英米文学、ワシントン大学大学院で近代日本文学専攻。

## 略歴
ウィスコンシン州生まれ。コロラド大学で英米文学を、ワシントン大学大学院で日本近代文学を専攻。1980年、フルブライト留学生として来日し、東京工業大学で「正宗白鳥」を研究。明治大学政経学部教授を務め、その後、金沢星稜大学に異動。日本語と英語の双方に精通した立場から、日本人と英語圏の人間との間で生じがちな語学感覚のずれを分析し、それを日本語で解説している。
「『ユーモアを交えながら解説は、楽しく、かつ奥が深いものがある』『日本語と英語の両方に通じた者ならではの視点で、今まで誰も示さなかった習得の近道』と、信頼度は絶大。幅広い知識と独自の視点で数多くの著書を出版。著書『日本人の英語』『続・日本人の英語』は、岩波新書の大ベストセラーとなり、“目からウロコ”と評される丁寧な解説とわかりやすい表現方法で、多くの英語学習者から支持を得ている」と評された。

## 英語解説

### クモの脚と"s"の使い方
ピーターセンは"He has sore legs."（"He"をクモとする）を「不定で複数の脚を痛めたという意味で、八本とも痛いとは限らない」と解説する一方で"His legs are sore."を「八本とも痛い」とその正しい意味合いについて伝えている。

### 単数形と複数形
単数形か複数形かという問題は、実際の数や量よりも「ものを一つ一つとして意識する意味があるかどうか」であり、「数意識」の問題であるという。たとえ話として「シャンプーのCMに出演しているモデルの髪が2、3本抜けても全く気が付かないが、同じモデルの歯が2、3本抜けたらかなり気になるであろう」という話を挙げている。

### "sore legs"と"the sore legs"
「『彼は脚が痛い』という内容を"He has a sore leg."や"He has sore legs."と表現することはあっても"He has the sore leg."や"He has the sore legs."と表現することは、ずいぶん特殊な文脈でない限り、こんな表現はあり得ない」と述べている。後者の例があるとすれば以下のケースが考えられる。
病院の3人部屋でAという患者が脚が痛いと言ってマッサージを頼んだ。セラピストはAを無視してBという患者のところに行く。そこでBは"Wait a minute. He has the sore legs."(ちょっと待ってください。脚が痛いと言っているのは、あっちですよ。)と言う。"the sore legs"というのは、Aが痛いと言ってマッサージを頼んだ時点で決まっていた「その脚」を示す。この使い分けは、単なる抽象的問題ではなく、例えば、日本語の「は」と「が」の使い分けと同様に、英語の論理の基本である、という。

### "my dog"としか言えない理由
"I was out walking my dog."（犬を散歩に連れて行った）については、消去法で所有代名詞の"my dog"という形で犬を表現するしかないとしている。冠詞も代名詞もない"dog"であれば無冠詞の動物が食肉を表わすことから一見訳の分からない文章になってしまい、ピーターセンの私見をしいて言えば、せいぜい「犬肉の詰め込まれた乳母車を押しているようなことぐらいは思い浮かぶ」と解釈できる程度である。だからといって"a dog"とすれば「ある犬」という意味になり、"the dog"といえば「大体、どの家にでもファミリー・ペットとして飼われているもの」という前提を意識したニュアンスになってしまう。それまでの話の中に既に出てきて、前後の文脈から「具体的にどれのことなのか」が特定できる場合のみ、（my や his のような）所有形容詞が使用可能となる。

### 「ペンは剣よりも強し」について
"The pen is mightier than the sword."（ペンは剣よりも強し）は定冠詞"the"を使って「ペンというものは、結局のところ、剣というものより、力を持ち得るものである」と述べているだけであって、これが"a pen"や"pens"とすると「ペンでさえあれば剣よりも強い」という不適切な意味になってしまう、と解説している。

### 「這わたる橋の下よりほとゝぎす」について
「這わたる橋の下よりほとゝぎす」をR.H.ブリスが"Creeping over the hanging bridge ; From beneath it The voice of the hototogisu."と訳したものに関しては、総じて「あまりポエティックではないかもしれないが、その代わりに、非常に実用的である。一茶の描いている貴重な一瞬を一般アメリカ人やイギリス人に伝えるために、Blythは表現をより説明的にするしかなかったろう」と評している。ピーターセンは、英語圏の人が「這わたる橋」を「吊り橋」ではなく、川の早瀬に一本の丸太が適当に渡された「丸木橋」をイメージするだろうと前置きしたうえで、"hanging bridge"としたのは「割合に軽い、よく揺れる吊り橋」であることをはっきりさせるためだと考察。"creeping"としたのは、高くて安定性のない橋を恐々と這渡る印象を伝えるためだと分析している。ほととぎすを"hototogisu"と表現したのは、俳句の解釈の仕方を知らない外国人が「必死に吊り橋を這い渡ろうとしているところに、いきなりほととぎすが目の前に現れてきて困った」と解釈するのではなく「その瞬間にほととぎすの啼く声が聞こえてくる」という見方をすることができるように配慮したものであるとみている。

### "expect"のニュアンス
「日本の受験英語では、『expect』を『期待している』と訳すよう教わるらしい。『期待している』という日本語は、普通、何かを多少楽しみにしているような、いくらか有望な状態や気持ちを表す場合が多いようだ。同じ気持ちを英語で言えば、looking forward to with hopeful anticipation ということであろう」「しかし、expectは、とくに hopeful でも unhopeful でもなく、単に中立的な表現で、『予期する、あるいは、当然なこととしてそうなるだろうと思う』という意味に近い。"We expect a war."といえば、戦争を期待しているわけではない。予期しているだけである」と解説している。

## 著書

### 単著
- 『日本人の英語』 (1988年、岩波書店)
- 『続 日本人の英語』 (1990年、岩波書店)
- 『心にとどく英語』(1999年、岩波書店)
- 『痛快!コミュニケーション英語学』(2002年、集英社インターナショナル)
- 『英語の壁』(2003年、文藝春秋)
- 『マーク・ピーターセン英語塾』（2004年、集英社インターナショナル）
- 『マーク・ピーターセンの英語のツボ』（2008年、集英社インターナショナル）
- 『日本人が誤解する英語』（2010年、光文社）
- 『マーク・ピーターセンの英語のツボ―名言・珍言で学ぶ「ネイティヴ感覚」』（2011年、光文社）[11]
- 『マーク・ピーターセンの見るだけでわかる英文法』 (2013年、アスコム）
- 『実践 日本人の英語』（2013年、岩波書店）
- 『日本人の英語はなぜ間違うのか？』（2014年、集英社インターナショナル）
- 『なぜ、その英語では通じないのか？』（2016年、集英社インターナショナル）
- 『英語のこころ』（2018年、集英社インターナショナル）
- 『ピーターセンの英文ライティング特別講義40』（2018年、旺文社）

### 共著
1. 綿貫陽共著『表現のための実践ロイヤル英文法』（2006年、旺文社）
2. 綿貫陽共著『表現のための実践ロイヤル英作文法 問題演習』（2007年、旺文社）